# Grabno (województwo pomorskie)
Grabno (kaszb. Wëtrowno lub też Witrowno, niem. Wintershagen) – wieś w północnej Polsce, położona w województwie pomorskim, w powiecie słupskim, w gminie Ustka. Leży przy drodze krajowej nr 21. 
Wieś stanowi sołectwo Grabno. 

## Nazwa
Nazwa została wprowadzona urzędowo w 1948, jest tzw. chrztem nazewniczym i ma charakter pseudotopograficzny. Powstała przez dodanie do nazwy pospolitej grab formantu -no.
Niemiecka nazwa Wintershagen odnosiła się zarówno do Grabna, jak i do sąsiednich Zimowisk. Ma charakter dzierżawczy i składa się z dwóch członów: nazwy osobowej Winter i nazwy pospolitej Hagen „ogrodzenie, ogrodzony teren”. Poświadczenia słowiańskiej nazwy gwarowej: Vȧ͂trɵvnɵ, Vȧ͂trɵwnɵ, Vətrovno, V́itrovno sugerują możliwą resubstytucję nazwy niemieckiej przez podmianę członu Hagen na formant -no, a być może także adideację pierwszego członu do nazwy pospolitej odpowiadającej pol. wiatr, słwń. vjãtĕr – Ewa Rzetelska-Feleszko dopuszcza także, że to nazwa słowiańska mogła być pierwotna, a nazwa niemiecka jest adideacją.
Rada Języka Kaszubskiego proponuje kaszubską formę nazwy Grabno.

## Historia
W latach 1945–54 siedziba gminy Wytowno. 
W latach 1975–1998 miejscowość administracyjnie należała do województwa słupskiego.

### Zabytki
- kościół z XIV w. wieżą nakrytą dachem naczółkowym, korpus z XVII w., transept z XIX w. W wyposażeniu świątyni m.in. manierystyczny ołtarz i empora, barokowa ambona i płyta nagrobna z 1615[16];